# 취소선

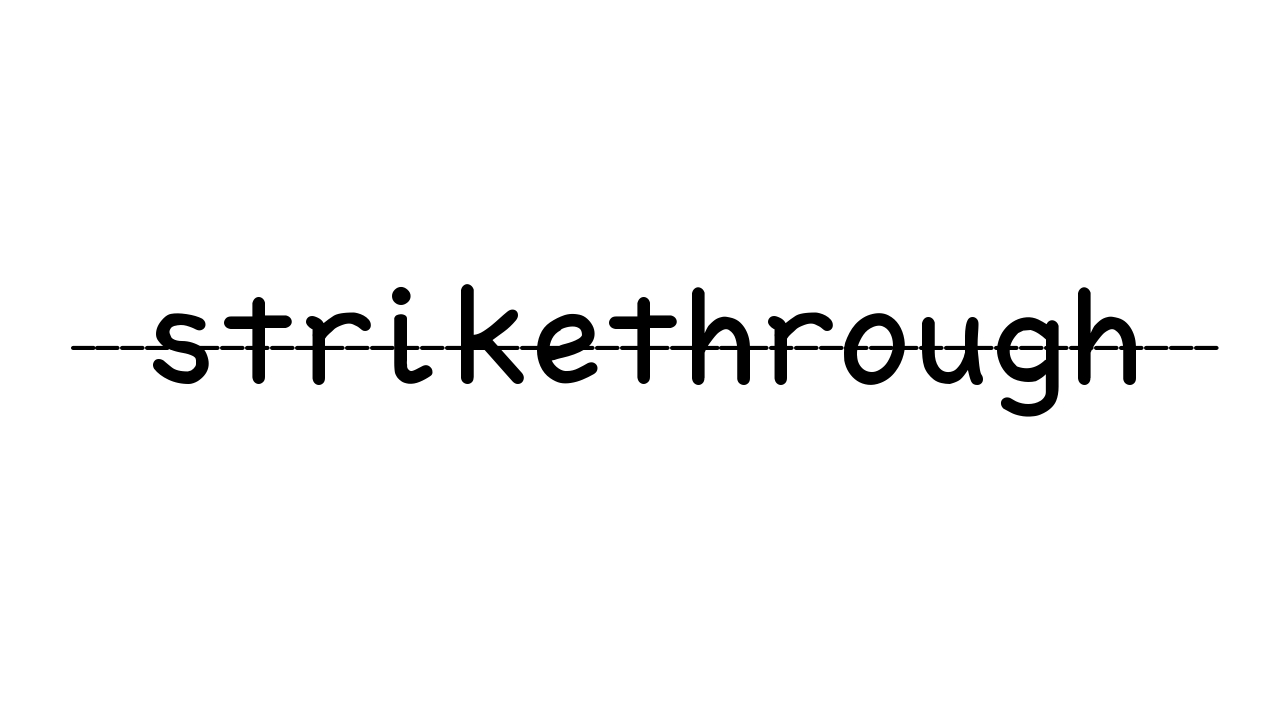
취소선 예시

취소선(取消線, strikeout, strikethrough)은 글자 중앙에 수평선이 있는 타이포그래피적인 표현으로, 이러한 효과를 낸다. 검열된 문자와는 달리 취소선이 그인 글자는 읽을 수 있다.

## 용도

### 잘못된 부분 표시
취소선은 주로 실수했거나 제거할 문자를 표시하기 위해 사용된다. 역사적으로는 무시할 글자 아래에 점을 두어 표기하기도 했다. (punctum delens)

### 변경사항 추적
삭제된 단어는 전자 문서의 변경 내용 추적 도구를 통해 강조 표시된다.

### 강조
둠스데이 북과 같은 중세 사본에서 빨간 잉크로 처리한 본문의 취소선은 종종 현대의 밑줄과 비슷한 강조 기능을 한다.

### 유머 목적
나무위키 등에서는 유머용으로 사용하고 있다. 다만 나무위키는 유머용 취소선의 악용 논란을 의식하는지 일부 문서에서는 취소선이 현재 악용 논란이 없는 것도 같이 삭제되거나 새로 생성된 문서의 경우 사용되지 않고 있다.

## 컴퓨터 표현

### HTML
HTML 요소에서 취소선은 <strike> 또는 <s>이다. 그러나 이 요소는 1999 HTML 4.01 표준에서 deprecate 처리되었고, 사용자 에이전트(일반적으로 웹 브라우저)가 종종 취소선으로 렌더링하는, 삭제된 문자를 표현하는 시맨틱 요소인 <del> 태그로 대체되었다.
HTML5 초안에서는 취소선을 위한 표현 요소는 존재하지 않는다. 그러나 두 개의 관련 시맨틱 요소가 있다. 먼저 HTML 3~4의 취소선인 <s>는 더 이상 올바르지 않은 텍스트를 표시하는 것으로 재정의되었으며, 둘째로<del>은 HTML 4.01에처럼 삭제된 문자를 표시한다.

#### 기타 마크업 기호
- BB 코드는 수많은 웹 포럼에 쓰이는 마크업 언어이다. 취소선의 BB 코드는 [s]이다.
- 깃허브와 디스코드의 마크다운은 이중 물결 ~~을 사용하여 글자 주변을 취소선으로 감싼다.[7]
- Gmail 채팅은 마이너스 기호 -를 사용하여 글자 주변을 취소선으로 감싼다.[8] 이는 나무위키도 마찬가지다.

## 다중 취소선
마이크로소프트 워드와 같은 특정한 워드 처리 응용 프로그램들에서 이중 취소선은 선택 사항이다. 이중 취소선의 의미에 대해 일반적인 합의 사항은 없지만 2단계의 취소선으로 사용될 수 있다.
일본에서는 텍스트를 취소 처리할 때 단일 취소선 보다 이중 취소선이 관습적으로 사용된다.